# Australische Badmintonmeisterschaft 1971
Die Australische Badmintonmeisterschaft 1971 fand vom 30. August bis zum 3. September 1971 in Perth im Rahmen des zweiwöchigen australischen Badminton-Carnivals statt.

## Sieger und Platzierte
| Disziplin    | Gold                              | Silber                            | Bronze                       |
| ------------ | --------------------------------- | --------------------------------- | ---------------------------- |
| Herreneinzel | Christopher Hardwick              | John Clancy                       | Cliff Cutt                   |
| Herreneinzel | Christopher Hardwick              | John Clancy                       | David Hoppen                 |
| Dameneinzel  | Judy Nyirati                      | Joan Jones                        | Joan Kennington              |
| Dameneinzel  | Judy Nyirati                      | Joan Jones                        | Joan Harwood                 |
| Herrendoppel | Peter Cooper Christopher Hardwick | Laurie Blackburn Colin Criddle    | David Hoppen M. Lockwood     |
| Herrendoppel | Peter Cooper Christopher Hardwick | Laurie Blackburn Colin Criddle    | Paul Tyrrell Ricky Irwin     |
| Damendoppel  | J. Stone Judy Walker              | G. Cutt Judy Nyirati              | Joan Kennington Joan Harwood |
| Damendoppel  | J. Stone Judy Walker              | G. Cutt Judy Nyirati              | J. Smith C. Ballagh          |
| Mixed        | Peter Cooper Joan Kennington      | Christopher Hardwick Joan Harwood | John Clancy Pauline Munday   |
| Mixed        | Peter Cooper Joan Kennington      | Christopher Hardwick Joan Harwood | Ricky Irwin M. Mitchell      |